# Warner Music Group
Warner Music Group Corp., abreviat deseori ca WMG, este o companie multinațională americană de divertisment și conglomerat de casă de discuri cu sediul în New York City. Este una din casele de discuri "Big Three" și a treia cea mai mare din industria muzicii, după Universal Music Group (UMG) și Sony Music Group (SMG). Anterior parte a Time Warner (cunoscut ulterior ca WarnerMedia, acum Warner Bros. Discovery), WMG a fost tranzacționată public la Bursa de Valori din New York din 2005 până în 2011, când și-a anunțat privatizarea și vânzarea la Access Industries. A avut apoi un al doilea IPO la Nasdaq în 2020, devenind din nou o companie publică. Cu o cifră de afaceri anuală de miliarde de dolari, WMG angajează peste 4 500 de oameni și are operații în peste 50 de țări în jurul lumii.
Compania deține și operează unele din cele mai mari și de succes case din lume, inclusiv Elektra Records, Reprise Records, Warner Records, Parlophone Records (anterior deținut de EMI) și Atlantic Records. WMG deține și Warner Chappell Music, una dintre cele mai mari edituri de muzică.
Din 2 august 2018, WMG și-a extins afacerea la operațiuni de media digital prin achiziția sa a Uproxx.